# 6e étape du Tour d'Italie 2006
La 6e étape du Tour d'Italie 2006 a lieu le 12 mai entre Busseto et Forlì. Elle est remportée par Robbie McEwen.

## Résultats

### Classement de l'étape
|    | Coureur             | Pays      | Équipe                |    | Temps           |
| -- | ------------------- | --------- | --------------------- | -- | --------------- |
| 1  | Robbie McEwen       | Australie | Davitamon-Lotto       | en | 5 h 24 min 13 s |
| 2  | Olaf Pollack        | Allemagne | T-Mobile              | +  | m.t.            |
| 3  | Tomas Vaitkus       | Lituanie  | AG2R Prévoyance       |    | m.t.            |
| 4  | Leonardo Duque      | Colombie  | Cofidis               |    | m.t.            |
| 5  | Koldo Fernández     | Espagne   | Euskaltel-Euskadi     |    | m.t.            |
| 6  | Fabrizio Guidi      | Italie    | Phonak                |    | m.t.            |
| 7  | Paolo Bettini       | Italie    | Quick Step-Innergetic |    | m.t.            |
| 8  | Elia Rigotto        | Italie    | Team Milram           |    | m.t.            |
| 9  | Maximiliano Richeze | Argentine | Panaria               |    | m.t.            |
| 10 | Manuele Mori        | Italie    | Saunier Duval         |    | m.t.            |

### Points attribués
|   | Cycliste            | Pays     | Équipe                | Points |
| - | ------------------- | -------- | --------------------- | ------ |
| 1 | Andoni Aranaga      | Espagne  | Euskaltel-Euskadi     | 8      |
| 2 | Christophe Edaleine | France   | Crédit agricole       | 6      |
| 3 | Sergiy Matveyev     | Ukraine  | Panaria               | 4      |
| 4 | Mickaël Delage      | France   | Française des jeux    | 3      |
| 5 | Patrick Calcagni    | Suisse   | Liquigas              | 2      |
| 6 | Jurgen Van de Walle | Belgique | Quick Step-Innergetic | 1      |

|    | Cycliste            | Pays      | Équipe                         | Points |
| -- | ------------------- | --------- | ------------------------------ | ------ |
| 1  | Robbie McEwen       | Australie | Davitamon-Lotto                | 25     |
| 2  | Olaf Pollack        | Allemagne | T-Mobile                       | 20     |
| 3  | Tomas Vaitkus       | Lituanie  | AG2R Prévoyance                | 16     |
| 4  | Leonardo Duque      | Colombie  | Cofidis                        | 14     |
| 5  | Koldo Fernández     | Espagne   | Euskaltel-Euskadi              | 12     |
| 6  | Fabrizio Guidi      | Italie    | Phonak                         | 10     |
| 7  | Paolo Bettini       | Italie    | Quick Step-Innergetic          | 9      |
| 8  | Elia Rigotto        | Italie    | Team Milram                    | 8      |
| 9  | Maximiliano Richeze | Argentine | Panaria                        | 7      |
| 10 | Manuele Mori        | Italie    | Saunier Duval                  | 6      |
| 11 | Robert Förster      | Allemagne | Gerolsteiner                   | 5      |
| 12 | Vladimir Efimkin    | Russie    | Caisse d'Épargne-Illes Balears | 4      |
| 13 | Koen de Kort        | Pays-Bas  | Liberty Seguros                | 3      |
| 14 | Philippe Gilbert    | Belgique  | Française des jeux             | 2      |
| 15 | Graeme Brown        | Australie | Rabobank                       | 1      |

### Points attribués pour le classement combiné
|    | Cycliste          | Pays      | Équipe             | Points |
| -- | ----------------- | --------- | ------------------ | ------ |
| 1  | Paolo Savoldelli  | Italie    | Discovery Channel  | 53     |
| 2  | Olaf Pollack      | Allemagne | T-Mobile           | 28     |
| 3  | Sandy Casar       | France    | Française des jeux | 28     |
| 4  | Mickaël Delage    | France    | Française des jeux | 22     |
| 5  | Stefan Schumacher | Allemagne | Gerolsteiner       | 20     |
| 6  | Danilo Di Luca    | Italie    | Liquigas           | 18     |
| 7  | Markel Irizar     | Espagne   | Euskaltel-Euskadi  | 18     |
| 8  | Robbie McEwen     | Australie | Davitamon-Lotto    | 15     |
| 9  | Moisés Aldape     | Mexique   | Panaria            | 15     |
| 10 | Serhiy Honchar    | Ukraine   | T-Mobile           | 14     |

## Classements à l'issue de l'étape

### Classement général
|    | Cycliste          | Pays       | Équipe            |    | Temps            |
| -- | ----------------- | ---------- | ----------------- | -- | ---------------- |
| 1  | Olaf Pollack      | Allemagne  | T-Mobile          | en | 20 h 54 min 34 s |
| 2  | Serhiy Honchar    | Ukraine    | T-Mobile          | +  | 2 s              |
| 3  | Jens Voigt        | Allemagne  | Team CSC          |    | 8 s              |
| 4  | Michael Rogers    | Australie  | T-Mobile          |    | 8 s              |
| 5  | Ivan Basso        | Italie     | Team CSC          |    | 13 s             |
| 6  | Paolo Savoldelli  | Italie     | Discovery Channel |    | 22 s             |
| 7  | Nicki Sørensen    | Danemark   | Team CSC          |    | 31 s             |
| 8  | Stefan Schumacher | Allemagne  | Gerolsteiner      |    | 33 s             |
| 9  | Bobby Julich      | États-Unis | Team CSC          |    | 35 s             |
| 10 | José Luis Rubiera | Espagne    | Discovery Channel |    | 40 s             |

### Classement par points
|   | Cycliste      | Pays      | Équipe                | Points |
| - | ------------- | --------- | --------------------- | ------ |
| 1 | Robbie McEwen | Australie | Davitamon-Lotto       | 75     |
| 2 | Paolo Bettini | Italie    | Quick Step-Innergetic | 59     |
| 3 | Olaf Pollack  | Allemagne | T-Mobile              | 52     |

### Classement du meilleur grimpeur
|   | Cycliste      | Pays    | Équipe             | Points |
| - | ------------- | ------- | ------------------ | ------ |
| 1 | Sandy Casar   | France  | Française des jeux | 6      |
| 2 | Amaël Moinard | France  | Cofidis            | 5      |
| 3 | Moisés Aldape | Mexique | Panaria            | 5      |

### Classement du combiné
|   | Cycliste         | Pays      | Équipe             | Points |
| - | ---------------- | --------- | ------------------ | ------ |
| 1 | Paolo Savoldelli | Italie    | Discovery Channel  | 276    |
| 2 | Bradley McGee    | Australie | Française des jeux | 180    |
| 3 | Danilo Di Luca   | Italie    | Liquigas           | 138    |

### Classements par équipes

#### Classement aux temps
|   | Équipe            | Pays       |    | Temps            |
| - | ----------------- | ---------- | -- | ---------------- |
| 1 | T-Mobile          | Allemagne  | en | 61 h 30 min 22 s |
| 2 | Team CSC          | Danemark   | +  | 6 s              |
| 3 | Discovery Channel | États-Unis |    | 7 s              |

#### Classement aux points
|   | Équipe                | Pays      | Points |
| - | --------------------- | --------- | ------ |
| 1 | Gerolsteiner          | Allemagne | 110    |
| 2 | T-Mobile              | Allemagne | 91     |
| 3 | Quick Step-Innergetic | Belgique  | 74     |

### Classements annexes

#### Classement Azzurri d'Italia
|   | Cycliste          | Pays      | Équipe            | Points |
| - | ----------------- | --------- | ----------------- | ------ |
| 1 | Robbie McEwen     | Australie | Davitamon-Lotto   | 12     |
| 2 | Paolo Savoldelli  | Italie    | Discovery Channel | 4      |
| 3 | Stefan Schumacher | Allemagne | Gerolsteiner      | 4      |

#### Classement de la combativité
|   | Cycliste      | Pays      | Équipe                | Points |
| - | ------------- | --------- | --------------------- | ------ |
| 1 | Robbie McEwen | Australie | Davitamon-Lotto       | 18     |
| 2 | Olaf Pollack  | Allemagne | T-Mobile              | 12     |
| 3 | Paolo Bettini | Italie    | Quick Step-Innergetic | 12     |

#### Classement 110 Gazzetta
|   | Cycliste         | Pays   | Équipe             | Points |
| - | ---------------- | ------ | ------------------ | ------ |
| 1 | Mickaël Delage   | France | Française des jeux | 7      |
| 2 | Paolo Savoldelli | Italie | Discovery Channel  | 5      |
| 2 | Sandy Casar      | France | Française des jeux | 5      |

#### Classement de l'échappée (Fuga)
|   | Cycliste            | Pays    | Équipe            | Points |
| - | ------------------- | ------- | ----------------- | ------ |
| 1 | Sergiy Matveyev     | Ukraine | Panaria           | 207    |
| 2 | Christophe Edaleine | France  | Crédit agricole   | 207    |
| 3 | Andoni Aranaga      | Espagne | Euskaltel-Euskadi | 207    |